# Devonte Redmond
Devonte Redmond (Mánchester, Inglaterra; 19 de septiembre de 1996) es un futbolista inglés, juega como centrocampista y su equipo actual es el Wrexham AFC de la National League de Inglaterra.

## Trayectoria
Nacido en Mánchester, Redmond firmó por el Manchester United en julio de 2013. En julio de 2017 se unió al Scunthorpe United de la EFL One en un acuerdo de préstamo hasta enero de 2018. Redmond hizo su debut con el Iron contra el Notts County en la EFL Cup el 8 de agosto de 2017, en reemplazo de Sam Mantom en el minuto 89, el marcador fue empate 3-3. Marcó en la tanda de penales donde el Scunthorpe ganó 6-5.

## Estadísticas

### Clubes
Actualizado al día 5 de diciembre de 2017.
| Club | Div.          | Temporada     | Liga  | Liga  | Liga   | Copas nacionales(1) | Copas nacionales(1) | Copas nacionales(1) | Torneos internacionales(2) | Torneos internacionales(2) | Torneos internacionales(2) | Total | Total | Total  |
| Club | Div.          | Temporada     | Part. | Goles | Asist. | Part.               | Goles               | Asist.              | Part.                      | Goles                      | Asist.                     | Part. | Goles | Asist. |
| --- | ------------- | ------------- | ----- | ----- | ------ | ------------------- | ------------------- | ------------------- | -------------------------- | -------------------------- | -------------------------- | ----- | ----- | ------ |
| Manchester United Inglaterra | 1ª            | 2017-18       | 0     | 0     | 0      | 0                   | 0                   | 0                   | 0                          | 0                          | 0                          | 0     | 0     | 0      |
| Manchester United Inglaterra | Total club    | Total club    | 0     | 0     | 0      | 0                   | 0                   | 0                   | 0                          | 0                          | 0                          | 0     | 0     | 0      |
| Scunthorpe United Inglaterra Cesión | 3ª            | 2017-18       | 1     | 0     | 0      | 2                   | 0                   | 0                   | 0                          | 0                          | 0                          | 3     | 0     | 0      |
| Scunthorpe United Inglaterra Cesión | Total club    | Total club    | 1     | 0     | 0      | 6                   | 0                   | 0                   | 0                          | 0                          | 0                          | 7     | 0     | 0      |
| Total carrera | Total carrera | Total carrera | 1     | 0     | 0      | 6                   | 0                   | 0                   | 0                          | 0                          | 0                          | 7     | 0     | 0      |
| (1)Incluidos los datos de la FA Cup, la Community Shield, EFL Cup y la EFL Trophy (2)Incluidos los datos de la Champions League, Europa League |               |               |       |       |        |                     |                     |                     |                            |                            |                            |       |       |        |